# Pontiac G6
Pontiac G6 («Понтіак G6») — автомобіль середнього розміру, який виготовлявся під маркою Pontiac американського автовиробника General Motors. Був введений восени 2004 року замість Pontiac Grand Am. Автомобіль був побудований на платформі GM Epsilon, якою він поділився з Chevrolet Malibu, Opel Vectra та Saab 9-3 поряд з іншими автомобілями General Motors. Дизайн був перероблений в консервативнішим способом, і ребристою оболонки і заднім спойлером, що було поширене на Grand Am, був замінений стандартним з листового металу. Особливості G6 такі функції як, дистанційний запуск системи (стандарт на GT, додатково на базовій моделі) а також панорамний люк на даху варіант.

## Огляд

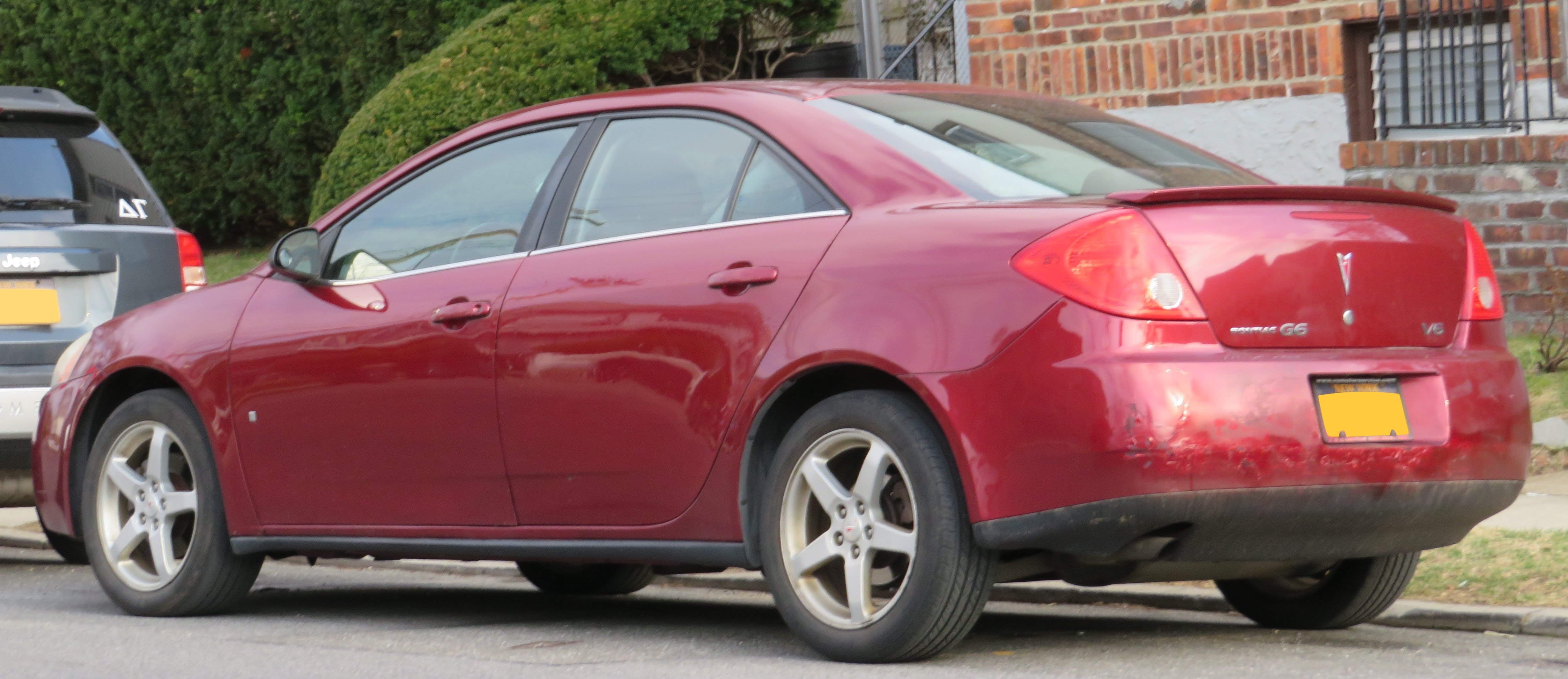

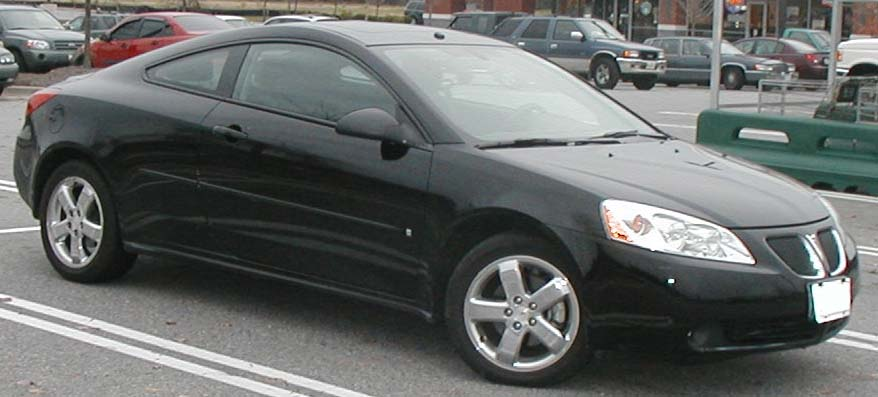
купе

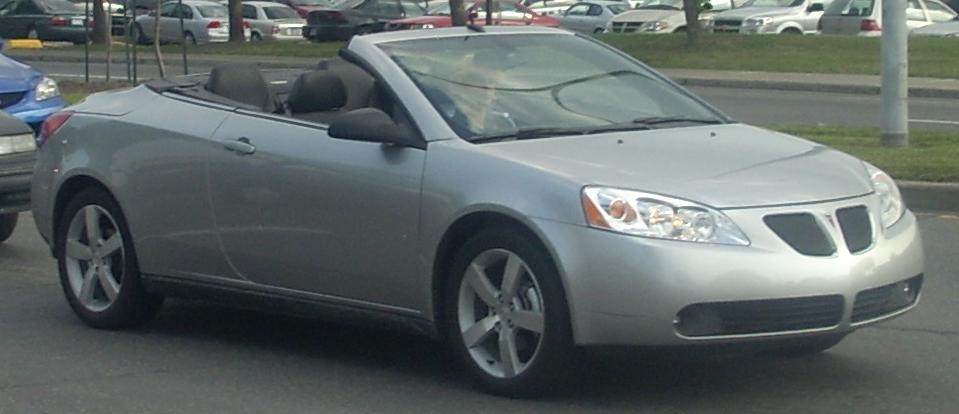
кабріолет

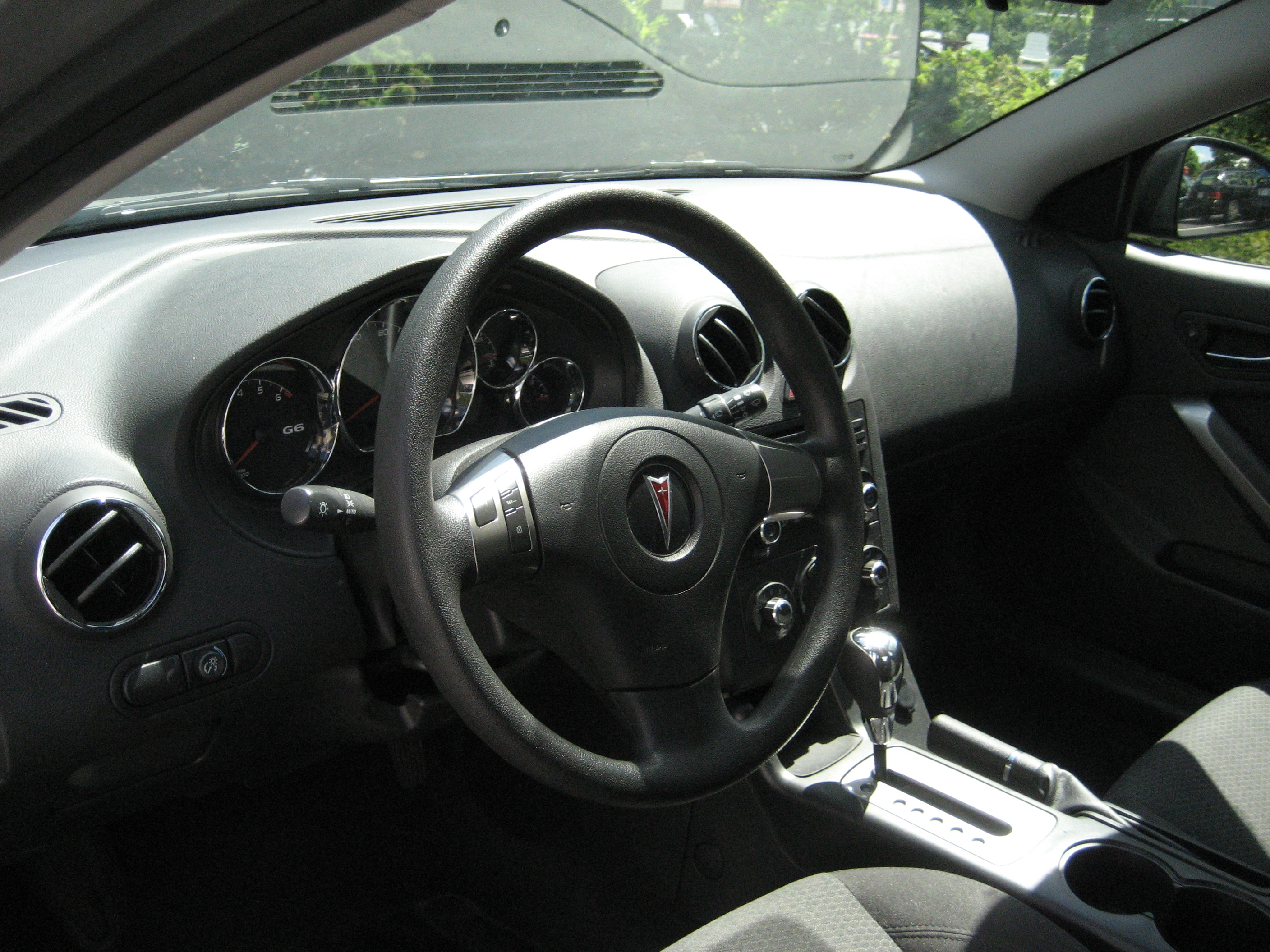

### 2005
Коли G6 був введений у 2005 році, він мав два рівні обробки, база "V6" і спортивний "GT". Обидві планки, проте, використовується 3,5 л V6 штовхача виробляти 200 к.с. (150 кВт) і (300 Н·м) крутного моменту. Узгоджені з чотириступінчастою автоматичною коробкою передач, GT ознаками TAPshift, де водій може вибрати передачу вручну. Базові моделі були добре обладнані, показуючи центральний замок, склопідйомники, дзеркала включаються без ключа, з шістьма динаміками CD стерео, потужність драйверів сидіння, кондиціонер і задні сидіння. GTs додав стерео Monsoon з вісьмома спікерами, дистанційний запуск, ABS і контроль тяги.

### 2006
У 2006 році G6 додали два нових рівня обробки і дві нові форми кузова, купе і з прибирається жорстким верхом кабріолет. Купе і кабріолети були доступні в GT та GTP версіях. У новій моделі використовувався двигун потужністю в 167 л.с.об'емом 2,4 л DOHC I4, в парі з чотириступінчастою автоматичною коробкою передач. Двигун об'ємом 3,5 л V6 в даний час частина Спорт-пакета на базі/SE, і залишався стандартними на GT. У новому GTP використовується двигун об'ємом 3,9 л, у версії GT's двигун 3,5 л V6, але також використовує зміни фаз газорозподілу (VVT), збільшення виробництва до 240 л.с. Кабріолет GTP не був доступний з механічною коробкою передач і зниження його потужності до 227 к.с., було пов'язано з суворішої вихлопною системою. GTP також відображає контроль стабільності, не доступні на інших моделях G6.

### 2007
Двигун GT об'ємом 3,9 л V6 став опцією, виробляючи 227 к.с. в автоматичній коробці передач і 240 к.с. в механічній коробці передач. GTP отримав новий двигун об'ємом 3,6 л DOHC V6 з 24 клапанами і VVT, виробляючи 252 л.с.. Він з'єднується з шестиступінчастою автоматичною коробкою передач. У середині модельного року з шістьма швидкостями і двигуном об'ємом 3,9 л, поряд з його 240 л.с. виробництва було припинено. Виробництво кабріолета GTP було також припинено. У 2008 році GTP став GXP з драматичнішим дизайном, і двигун об'ємом 3,9 л став ексклюзивним для кабріолета варіантом, з 222 л.с..

### 2009
До седана з 4 циліндрами додали спортивний пакет, який додав автоматичну коробку передач GXP з шістьма швидкостями. У середині модельного року, G6 отримав підтяжку обличчя, з переглянутої передній і задньою панеллю, а також модифікував інтер'єр. У цьому році вперше відзначено наявність чотирьох-циліндровий двигунів на купе.
Останні 100 штук G6 були виготовлені 25 листопада 2009 як частина замовлення флоту, вони були останніми автомобілями Pontiac G6 складеними у Сполучених Штатах.

## Безпека
Страховий інститут дорожньої безпеки дав Pontiac G6 гарну оцінку за лобовий краш-тест зсув, але прийнятну оцінку в краш-тестах на бічний удар, хоча бічні подушки безпеки були введені в кінці 2006 модельного року. Низька оцінка за бічний удар була через маргінального каркаса безпеки.

## Двигуни
- 2.4 L LE5 I4
- 2.4 L LE9 I4
- 3.5 L LX9 V6
- 3.5 L LZ4 V6
- 3.5 L LZE V6
- 3.6 L LY7 V6
- 3.9 L LZ9 V6

## 2005 GXP Концепт
2005 GXP Концепт був зібраний компанією General Motors Performance Division. Вона включає в себе двигун V6 об'ємом 3,6 л HO VVTI і потужністю 275 л.с., шестиступеневою механічною коробкою передач F40, 19-дюймові колеса з шинами Bridgestone Potenza RE040 255. Автомобіль був оприлюднений у 2004 році на шоу SEMA, а потім був проданий на eBay Motors сайті. Аукціон завершився 3 травня 2009 року з перемогла конкурсної заявки за ціною $16500,00.

## Продажі
| Календарний рік | Продажі в США |
| --------------- | ------------- |
| 2004            | 16,185        |
| 2005            | 124,844       |
| 2006            | 157,644       |
| 2007            | 150,001       |
| 2008            | 140,240       |
| 2009            | 87,171        |